# Ba Da Guan

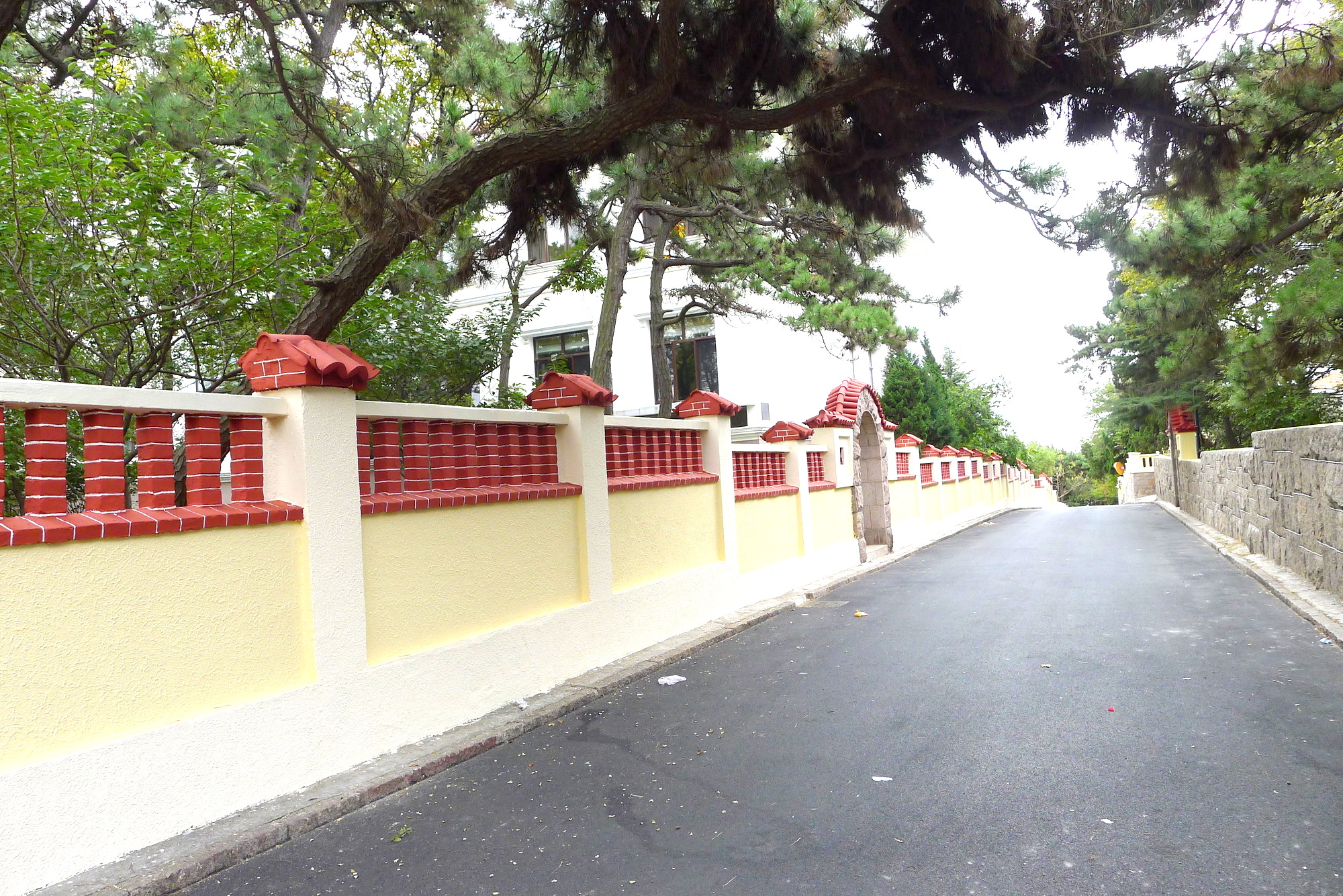
Una calle de Bā Dà Guān

Bā Dà Guān (en chino, 八大关; pinyin, Bā Dà Guān; literalmente, ‘los ocho grandes pasajes’) es una zona histórica de mansiones situada cerca de la costa, en la ciudad de Qingdao, Shandong, China. 
Bā Dà Guān se compone de ocho calles, llamadas en honor a ocho grandes fuertes militares de la antigüedad. Era originalmente una zona residencial para los alemanes construida cuando Qingdao era un protectorado alemán (1897-1914). En cada calle está plantada una especie de árbol diferente, y muchas calles se conocen coloquialmente como el árbol que tienen. A lo largo de las calles hay casas construidas en diferentes estilos europeos. Bā Dà Guān está rodeada por la playa número 1 en el oeste y la playa número 3 en el este. Bā Dà Guān es un destino popular para las fotografías de boda. A menudo se pueden ver decenas de parejas de recién casados fotografiándose en la costa y espacios verdes de esta zona.
Junto a Bā Dà Guān, en el sur de la playa número 2, hay un gran promontorio rocoso en el que se construyó una villa rusa de piedra. Construida en 1932, Huā Shí Lóu (花石楼) combina influencias griegas y góticas en sus cinco pisos. Fue construida con mármol y piedra y tiene una gran torre y superficie multiculor, que inspiró el sobrenombre local "el edificio de piedra de colores". También contiene un pasadizo que Chiang Kai-shek usó para llegar a la orilla del mar desde el edificio.